# Louis Vuitton

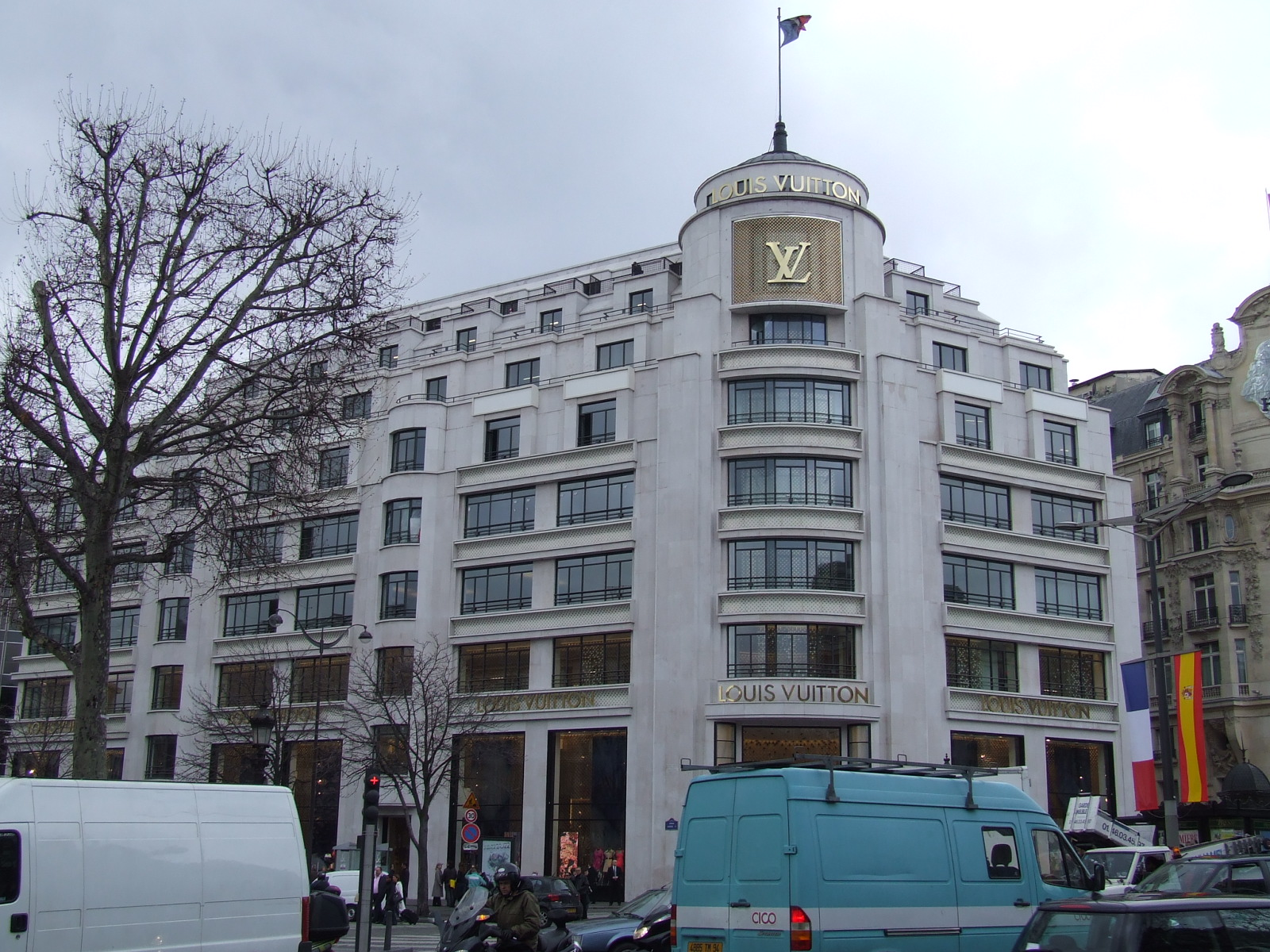
Штаб-квартира на Єлисейських Полях у Парижі

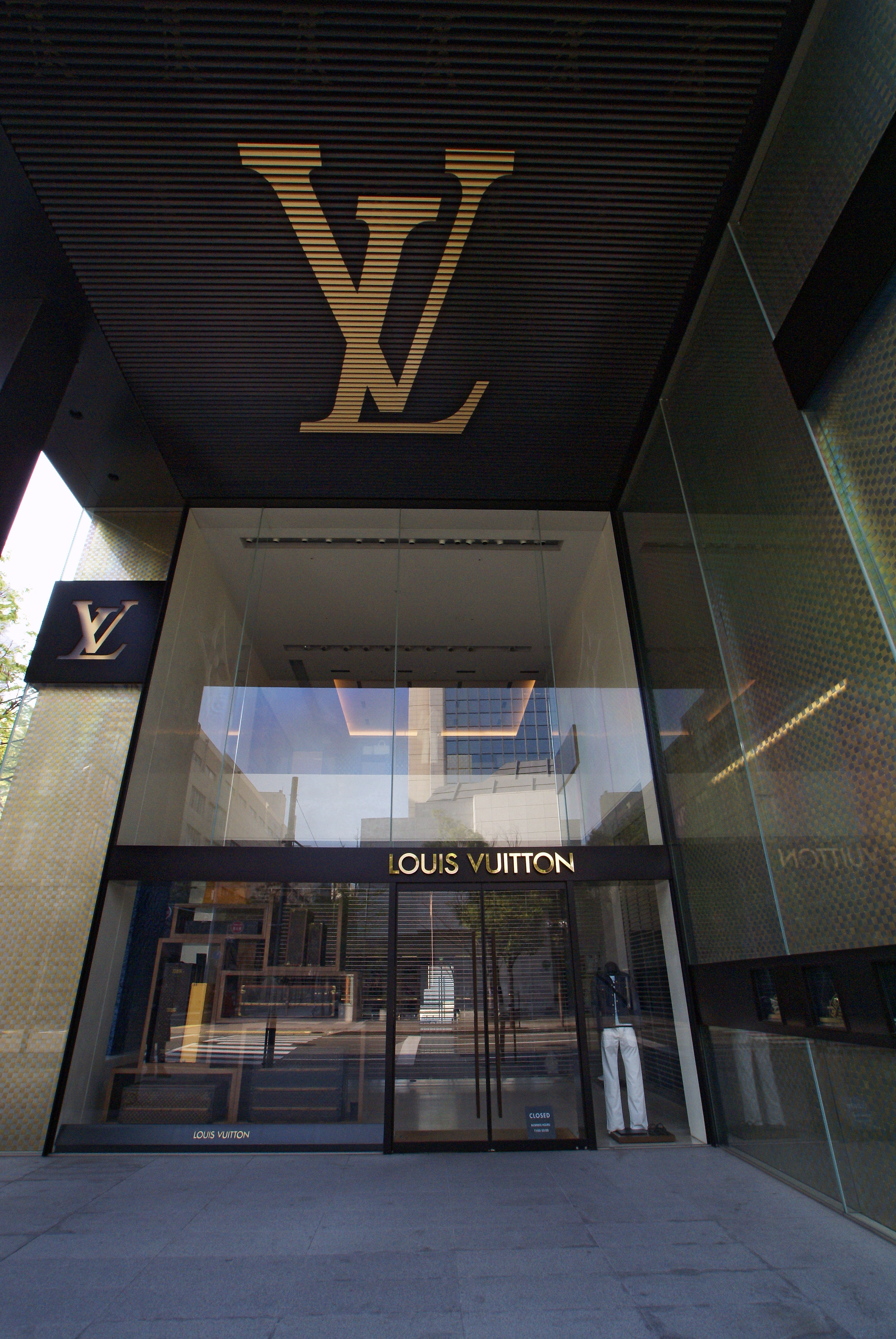
Будівля LVMH (Кобе, Японія)

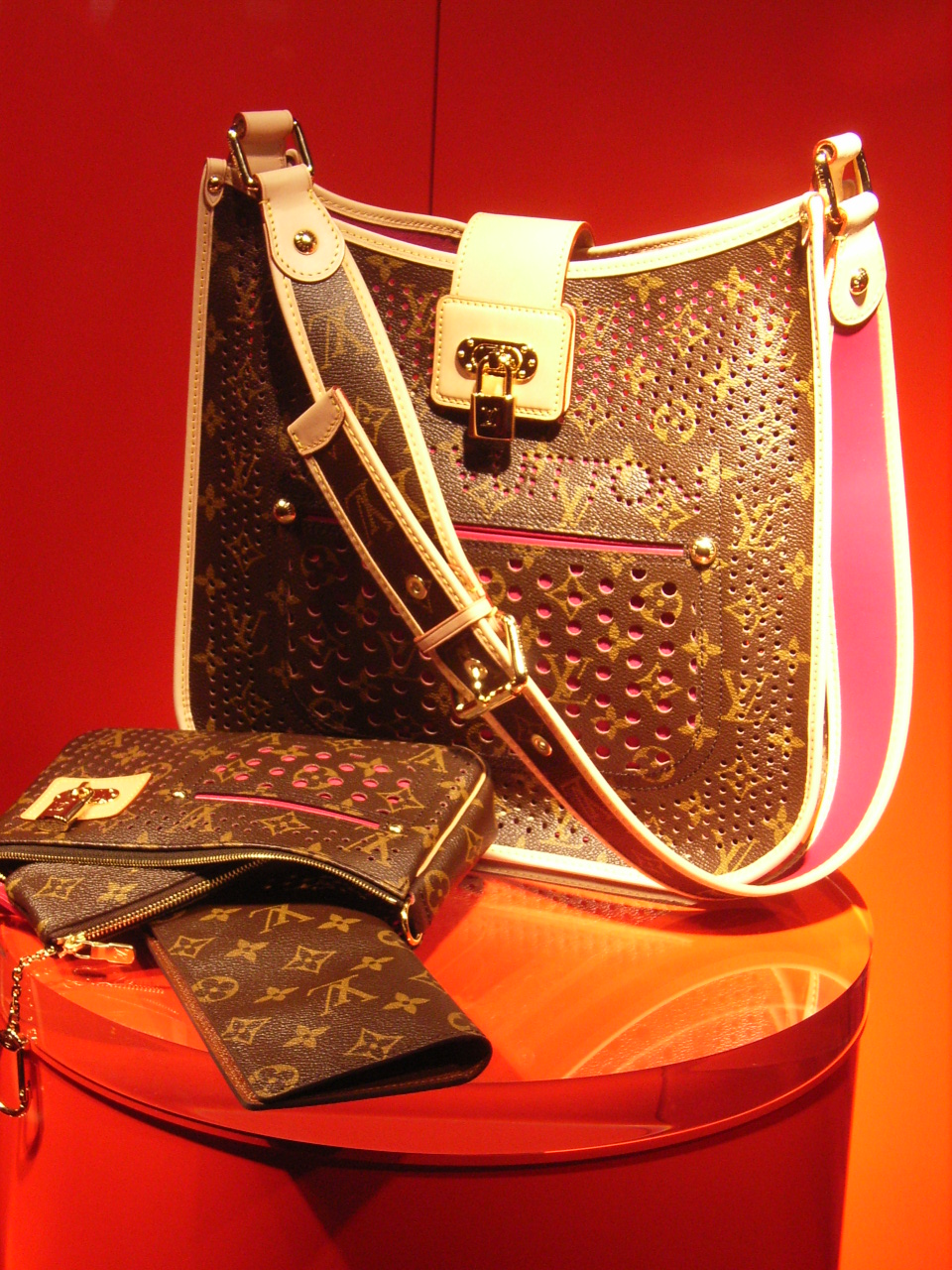
Сумка Луї Віттон

Louis Vuitton (вимовляється Луї Віттон) — французький дім моди, що спеціалізується на виробництві валіз і сумок, модного одягу і аксесуарів класу «люкс» під однойменною торговельною маркою. В наш час[коли?] компанія є частиною міжнародного холдингу LVMH. При домі є майстерня, що спеціалізується на спеціальних замовленнях і розташована в Аньєрі, в департаменті О-де-Сен.
Девіз дому Віттон: «Кожна валіза повинна поєднувати в собі високу мобільність і легкість».

## Засновник компанії— Луї Віттон
Народився в 1821 році у Франш-Конте. Ще в дитинстві навчився користуватися інструментами свого батька-столяра. У 14 років вирішив спробувати щастя в Парижі, куди вирушив пішки; йому довелося пройти 400 кілометрів, що відділяли його від столиці. У 1837 році став учнем майстра з виготовлення скринь і почав виготовляти дорожні скрині (валізи).
Його слава як майстра з виготовлення валіз росла, чому сприяла імператриця Євгенія де Монтіхо, дружина Наполеона III.
У 1854 році він заснував свій власний торговий дім. Сліди його досі можна побачити на фронтоні магазину на Єлисейських полях, де значиться: «Луї Віттон, виготовлення валіз, паризький торговий дім, заснований в 1854 році».

## Продовження справи
Діти продовжили справу батька: Жорж Віттон в 1892 році, Гастон Луї Віттон — в 1936 році, до виходу на міжнародний ринок і сучасного періоду в історії підприємства.

## Технологія виготовлення продукції
Якість виробів та реклама (Імператриця Євгенія користувалася валізами й сумками Louis Vuitton) робила свою справу і в 1869 році придбати валізу Віттона захотів навіть правитель Єгипту. Враховуючи те, що багато хто почав підробляти Луї Віттона, Луї змінив колір оббивки своїх валіз: з однотонних вони стали «в шашечку». Однак «піратів» це не зупинило. І тоді, в 1896 році фірма «Віттон» придумала принципово новий, революційний для того часу спосіб боротьби. Кожну вироблену валізу вони стали позначати монограмою LV (Louis Vuitton) із зіркою і квіткою. Так з'явилася перша офіційно зареєстрована торгова марка.
Технологія виготовлення продукції Louis Vuitton за 150 років особливо не змінилася, навіть під час комп'ютерних технологій більша частина операцій виконується вручну.
У 1987 році марка Louis Vuitton об'єднується в дуже перспективний союз з компанією Moet Hennessy, внаслідок чого утворюється концерн LVMH. У нього входять такі мега бренди як: Louis Vuitton, Christian Dior, Hennessy, Givenchy, Emiito Pucci, Kenzo, Krtig, Merrier, Moet et Chandon (включаючи Don Perignon), Veuve Clicqout, TAG Heuer, Zenit International SA, Fendi, Berlutt, CeBne, Donna Karen, Loewe, Mark Jacobs, StefanoBi, Thomas Pink.

## Інші напрямки діяльності
З 1983 році група Louis Vuitton виступає спонсором яхтових перегонів претендентів на одну з найзначніших нагород у світі вітрильного спорту — Кубок Америки. Перегони претендентів отримали назву компанії — Кубок Луї Віттона.

## Скандали
У 2022 році Louis Vuitton випустив серію прикрас Volt. Ця кампанія ознаменувалася скандалом, пов'язаним з війною в Україні. Причиною для обурення стало зображення на прикрасах, яке символізує блискавку та розряд електрики й ініціали бренду – літери L і V. Поєднання літер сформувало зображення, що схоже на букву Z, якою ЗС РФ маркують військову техніку у війні. Водночас серія прикрас Volt була представлена ще у 2020 році. 